# Parijs-Roubaix 1994
De 92e editie van de wielerwedstrijd Parijs-Roubaix werd verreden op zondag 10 april 1994. Andrei Tchmil won na bijna zeven en een half uur koersen.

## Wedstrijdverloop
Andrei Tchmil was bij het begin van het seizoen uit onvrede vertrokken bij het GB - MG Maglificio van kopman Johan Museeuw. De twee stonden in Parijs-Roubaix opnieuw tegenover elkaar. 
Ze maakten deel uit van een omvangrijke kopgroep, die op een hoopje werd gereden door oud-winnaar Gilbert Duclos-Lassalle. Slechts een tiental renners konden de Fransman bijbenen. De kopgroep haalde de ontsnapte Bruno Boscardin bij en zag hoe Andrei Tchmil van achteren uit demarreerde. Niemand reageerde op de aanval van Tchmil, waardoor hij in geen tijd een mooie voorsprong had.
Museeuw rekende in eerste instantie op zijn ploegmaats om de kloof te dichten, maar toen bleek dat Tchmil enkel verder uitliep, ging Museeuw zelf in de achtervolging. Het werd een strijd van man tegen man. Museeuw naderde op een gegeven moment tot op een handvol seconden, maar zakte dan helemaal weg. Moegestreden moest hij Tchmil laten gaan.
De kersverse Lotto-renner won zo zijn eerste grote wielerklassieker. Johan Capiot was met een zesde plaats de eerste Belg in de uitslag. Nico Verhoeven was met zijn tiende plaats eerste Nederlander.

## Uitslag
| rang | renner                  | land                | ploeg              | tijd      |
| ---- | ----------------------- | ------------------- | ------------------ | --------- |
| 1    | Andrei Tchmil           | Moldavië            | Lotto              | 7u 28'02" |
| 2    | Fabio Baldato           | Italië              | GB - MG Maglificio | op 1'13"  |
| 3    | Franco Ballerini        | Italië              | Mapei - Clas       | z.t.      |
| 4    | Olaf Ludwig             | Duitsland           | Telekom            | op 1'26"  |
| 5    | Sean Yates              | Verenigd Koninkrijk | Motorola           | z.t.      |
| 6    | Johan Capiot            | België              | TVM                | z.t.      |
| 7    | Gilbert Duclos-Lassalle | Frankrijk           | Gan                | z.t.      |
| 8    | Ludwig Willems          | België              | GB - MG Maglificio | z.t.      |
| 9    | Frankie Andreu          | Verenigde Staten    | Motorola           | z.t.      |
| 10   | Nico Verhoeven          | Nederland           | Novemail - Histor  | z.t.      |

1896 · 
1897 · 
1898 · 
1899 · 
1900 · 
1901 · 
1902 · 
1903 · 
1904 · 
1905 · 
1906 · 
1907 · 
1908 · 
1909 · 
1910 · 
1911 · 
1912 · 
1913 · 
1914 · 
1915 · 
1916 · 
1917 · 
1918 · 
1919 · 
1920 · 
1921 · 
1922 · 
1923 · 
1924 · 
1925 · 
1926 · 
1927 · 
1928 · 
1929 · 
1930 · 
1931 · 
1932 · 
1933 · 
1934 · 
1935 · 
1936 · 
1937 · 
1938 · 
1939 · 
1940 · 
1941 · 
1942 · 
1943 · 
1944 · 
1945 · 
1946 · 
1947 · 
1948 · 
1949 · 
1950 · 
1951 · 
1952 · 
1953 · 
1954 · 
1955 · 
1956 · 
1957 · 
1958 · 
1959 · 
1960 · 
1961 · 
1962 · 
1963 · 
1964 · 
1965 · 
1966 · 
1967 · 
1968 · 
1969 · 
1970 · 
1971 · 
1972 · 
1973 · 
1974 · 
1975 · 
1976 · 
1977 · 
1978 · 
1979 · 
1980 · 
1981 · 
1982 · 
1983 · 
1984 · 
1985 · 
1986 · 
1987 · 
1988 · 
1989 · 
1990 · 
1991 · 
1992 · 
1993 · 
1994 · 
1995 · 
1996 · 
1997 · 
1998 · 
1999 · 
2000 · 
2001 · 
2002 · 
2003 · 
2004 · 
2005 · 
2006 · 
2007 · 
2008 · 
2009 · 
2010 · 
2011 ·
2012 · 
2013 ·
2014 ·
2015 ·
2016 ·
2017 ·
2018 ·
2019 ·
2020 · 
2021 · 
2022 · 
2023 · 
2024 · 
2025